# Laraaji
Laraaji, pseudonimo di Edward Larry Gordon (Filadelfia, 1943), è un compositore e musicista statunitense considerato un pioniere della new age.
I suoi brani sono lunghe jam cosmiche per cetra da tavolo, m'bira e pianoforte.

## Biografia
Laraaji imparò a suonare il pianoforte quando era giovanissimo. Egli divenne noto per aver collaborato con Brian Eno alla realizzazione dell'album Ambient 3: Day of Radiance, pubblicato nel 1980 e facente parte della quadrilogia Ambient del compositore britannico.

## Discografia
- Celestial Vibration - 1978)
- Lotus-Collage - 1979
- Ambient 3: Day of Radiance - 1980
- I Am Ocean - 1981
- Rhythm N' Bliss - 1982
- Om Namah Shivaya - 1984
- Sun Zither - 1984
- Vision Songs #1 - 1984
- Open Sky - 1985 (con Brother Ah)
- Live at WNYC - 1985
- One - All Loving One - 1985
- Celestial Realms (Spirit Music – 1986) (c. Lyghte a.k.a. Jonathan Goldman)
- Once Upon a Zither (Laraaji – 1986)
- Essence/Universe (Jem – 1987)
- Music for Films III (Opal – 1989) (aa.vv.)
- Zither Bliss (Laraaji – 1987)
- White Light Music (Laraaji – 1987)
- Urban Saint (Laraaji – 1987)
- Sol (Laraaji – 1987) (c. Larry Kramer)
- Freeflow – I'm in Heaven (Celestial Vibration – 1980s)
- I Am Healing (Celestial Vibration – 1980s) (c. Shree Vena)
- I Am Loved (Laraaji – 1980s)
- I Am Sky (Laraaji – 1980s)
- Bring Forth (Your Highest Vision) (Laraaji – 1980s)
- Selected New Music III (Clear Music – 1991) (aa.vv.)
- Flow Goes the Universe (All Saints Records – 1993, prodotto da Michael Brook)
- Automatic (Gyroscope – 1994) (Channel Light Vessel)
- The Way Out Is the Way In (All Saints Records- 1995) (con Audio Active)
- Islands (Sine – 1995) (w. Roger Eno)
- Excellent Spirits (All Saints Records – 1996) (Channel Light Vessel)
- Cascade (a.k.a. Enlighten) (Relaxation Co. – 1997)
- Divination/Sacrifice (Meta 1998) (w.  Bill Laswell)
- Celestial Reiki (Etherean – 2000) (w. Jonathan Goldman)
- Shiva Shakti Groove (Collective – 2000)
- Celestial Zone (Laraaji – 2002)
- My Orangeness (VelNet – 2002)
- Celestial Reiki II (Etherean – 2002) (c. Jonathan Goldman & Sarah Benson)
- Water & Soft Zither (Laraaji – 2004)
- Laughter: The Best Medicine (Laraaji – 2004)
- Chakra Balancing Music (Laraaji – 2004)
- In a Celestial Water Garden (Laraaji – 2005)
- Sonic Sketches (w. Nadi Burton – 2006)
- Song of Indra (w. Phil Gruber – 2006)
- Ambient Zither in G Pentatonic (Laraaji – 2007)
- Mountain Creek Water (Laraaji – 2007)
- Sonic Portals (Laraaji – 2008)
- Two Sides of Laraaji (Laraaji - 2015)
- FRKWYS Vol. 8 (Blues Control & Laraaji – 2011)
- Sun Piano (2020)
- Moon Piano (2020)